# The Shameless
The Shameless è un film del 2024 diretto da Konstantin Bojanov. 

## Trama
La prostituta Renuka fugge da un bordello di Nuova Delhi dopo aver ucciso un agente di polizia. Durante la latitanza, Renuka incontra e si innamora di Devika, una giovanissima collega che la aiuta a nascondersi.

## Promozione
Il primo trailer è stato diffuso il 24 aprile 2024.

## Distribuzione
Il film è stato presentato in anteprima mondiale il 17 maggio 2024 in occasione della 77ª edizione del Festival di Cannes, dove la pellicola era in concorso nella sezione Un Certain Regard.

## Accoglienza
Antonio D'Onofrio su Sentieri Selvaggi ha apprezzato il film perché ha "il pregio di intercettare un’urgenza tematica, le terribili condizioni di vita delle donne indiane, scegliendo di osservare sul luogo di battaglia"

## Riconoscimenti
- 2024 - Festival di Cannes[3]
  - Miglior interpretazione Un Certain Regard ad Onasuya Sengupto
  - In concorso per il premio Un Certain Regard